# Miglior under-22 della Lega Basket Serie A FIP
Il Miglior under-22 della Lega Basket Serie A FIP è il premio conferito dalla Lega Basket al miglior giocatore rivelazione nel corso della stagione regolare.

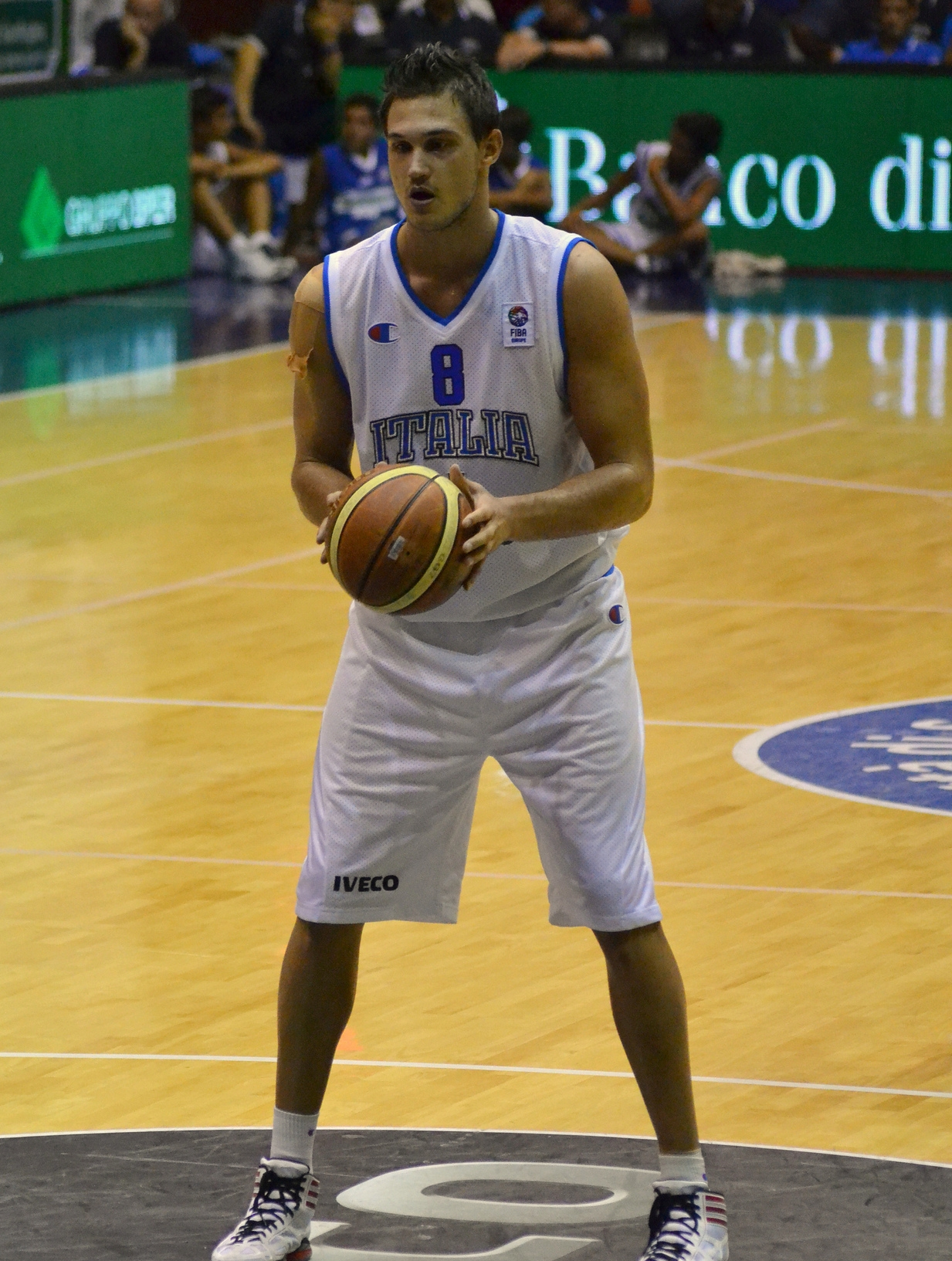
Danilo Gallinari, due volte vincitore

## Vincitori
| Stagione  | Nazionalità   | Giocatore              | Squadra                      |
| --------- | ------------- | ---------------------- | ---------------------------- |
| 2005-2006 | Italia        | Andrea Bargnani        | Benetton Treviso             |
| 2006-2007 | Italia        | Danilo Gallinari       | Armani Jeans Milano          |
| 2007-2008 | Italia        | Danilo Gallinari (2)   | Armani Jeans Milano          |
| 2008-2009 | Italia        | Luigi Datome           | Lottomatica Roma             |
| 2009-2010 | Italia        | Pietro Aradori         | Angelico Biella              |
| 2010-2011 | Italia        | Alessandro Gentile     | Benetton Treviso             |
| 2011-2012 | Italia        | Achille Polonara       | Banca Tercas Teramo          |
| 2012-2013 | Italia        | Achille Polonara (2)   | Cimberio Varese              |
| 2013-2014 | Italia        | Alessandro Gentile (2) | EA7 Emporio Armani Milano    |
| 2014-2015 | Italia        | Simone Fontecchio      | Granarolo Bologna            |
| 2015-2016 | Italia        | Diego Flaccadori       | Aquila Basket Trento         |
| 2016-2017 | Italia        | Diego Flaccadori (2)   | Aquila Basket Trento         |
| 2017-2018 | Italia        | Diego Flaccadori (3)   | Aquila Basket Trento         |
| 2018-2019 | Stati Uniti   | Tony Carr              | Pallacanestro Cantù          |
| 2019-2020 | Non assegnato | Non assegnato          | Non assegnato                |
| 2020-2021 | Italia        | Alessandro Pajola      | Virtus Pallacanestro Bologna |
| 2021-2022 | Italia        | Matteo Spagnolo        | Vanoli Cremona               |
| 2022-2023 | Italia        | Matteo Spagnolo (2)    | Aquila Basket Trento         |
| 2023-2024 | Senegal       | Mouhamed Faye          | Pallacanestro Reggiana       |
| 2024-2025 | Regno Unito   | Quinn Ellis            | Aquila Basket Trento         |